# Uchuraccay
Uchuraccay (hispanisierte, offizielle Schreibung), auf Chanka-Quechua Uchuraqay ist ein 312 Einwohner (Zensus 2017) zählender Ort im Distrikt Uchuraccay der Provinz Huanta (Region Ayacucho) im Andenhochland von Peru, 4010 Meter über dem Meeresspiegel gelegen. 10 Jahre zuvor betrug die Einwohnerzahl noch 370.

## Uchuraccay im bewaffneten Konflikt in Peru
Im Juli 1981 begannen aus Huamanga (Ayacucho) und Huanta kommende Aktivisten der maoistischen Guerilla-Organisation Sendero Luminoso („Leuchtender Pfad“) mit der politischen Arbeit in Uchuraccay, stießen jedoch überwiegend auf Widerspruch. Im Oktober 1982 wurden die Aktivisten vertrieben und eine kurz zuvor auf einem Berg gehisste Rote Fahne verbrannt. Als „Antwort“ darauf ermordete der Leuchtende Pfad Ende November 1982 als einen der ersten politischen Amtsinhaber in seinem „Volkskrieg“ den Gemeindevorsteher von Uchuraccay, Alejandro Huamán.
Am 26. Januar 1983 ermordeten im Zuge des aufflammenden Bewaffneten Konflikts in Peru etwa 40 indigene Quechua-Bauern acht peruanische Journalisten, die aus Lima gekommen waren, um ein vom Leuchtenden Pfad verübtes Massaker in einer benachbarten Gemeinde zu untersuchen. Zwei weitere Opfer waren ein indigener Führer und ein Ortsansässiger.
Wie spätere Untersuchungen ergaben, wurden die Dorfbewohner, die in panischer Angst vor Übergriffen der Terroristen lebten, von den so genannten Sinchis, einer Sondereinheit der gegen den Leuchtenden Pfad kämpfenden Guardia Civil, aufgefordert, alle zu Land in das Gebiet kommenden Fremden zu töten, da sie selbst aus der Luft (mit dem Hubschrauber) kämen. Da die Bauern kaum Spanisch verstanden und die Journalisten kein Quechua sprachen, war die Kommunikation stark erschwert, obwohl ein Begleiter, Juan Argumedo, die indigene Sprache beherrschte. In der Folge wurden die 10 Opfer auf grausame Weise mit Ackergerät erschlagen.
Der Militärchef des unter Kriegsrecht stehenden Departamento Ayacucho, Roberto Clemente Noel Moral, erklärte am 28. Januar, die Journalisten hätten eine rote Fahne bei sich gehabt, weshalb die Dorfbewohner mit dem Blutbad in Verteidigung des Rechts gehandelt hätten. Außerdem vermutete er, die indigenen Bauern hätten möglicherweise die Kameraausrüstung der Journalisten als Waffen interpretiert.
Eine vom peruanischen Präsidenten Fernando Belaúnde Terry eingesetzte Kommission unter Vorsitz des Schriftstellers Mario Vargas Llosa stellte die Täterschaft der Bauern fest und erklärte die Tat mit der Rückständigkeit der Bauern, ohne die geistige Mittäterschaft der Sinchis zu benennen. Mario Vargas Llosa wiederholte Noels Vermutung als These, die Bauern hätten Kameras mit Waffen verwechselt. Dies wurde von der Wahrheitskommission später nicht bestätigt. Die Brüder Tipe widerlegen 2015 Behauptungen über die Rückständigkeit von Uchuraccay: Nach ihren Untersuchungen gab es in dem Dorf vier Läden, Plattenspieler, Nähmaschinen und seit den 1950er Jahren eine Schule. Angehörige der Opfer gehen bis heute davon aus, dass Sinchis in der Zeit des Blutbades vor Ort waren.
Drei der Bauern wurden in einem späteren Prozess in Lima zu langen Haftstrafen verurteilt. Insgesamt wurden 17 Dorfbewohner verurteilt, von denen nach Angaben von Tipe und Tipe 2015 nur noch einer am Leben war und verborgen im Urwaldgebiet des Apurímac, Ene und Mantaro lebte.
In den Folgemonaten kamen in Uchuraccay 135 Dorfbewohner, davon 57 Frauen, ums Leben. Die meisten starben bei vom Leuchtenden Pfad begangenen Massakern. Das Dorf sollte für seinen Widerstand gegen die Guerilla-Organisation bestraft werden. Aber auch Übergriffe der Militärs und von regierungsnahen Paramilitärs kosteten zahlreiche Menschenleben. Die überlebenden Dorfbewohner verließen daher im Laufe des Jahres 1984 vollständig das Dorf und flüchteten in den Urwald der Amazonasregion, in benachbarte Orte und nach Lima.
Im Oktober 1993 wurde das Dorf mit neu errichteten Häusern abseits des früheren Standortes wieder begründet.
An die Ereignisse in Uchuraqay wird in mehreren Waynus, meist auf Chanka-Quechua, aus Ayacucho erinnert.

## Am 26. Januar 1983 getötete Personen
- Eduardo De la Piniella y Pedro Sánchez (Reporter der Tageszeitung El Diario de Marka)
- Félix Gavilán (Korrespondent der Tageszeitung El Diario de Marka)
- Willy Retto y Jorge Luis Mendívil (Reporter  der Tageszeitung El Observador)
- Jorge Sedano (Reporter  der Tageszeitung La República)
- Amador García (Reporter  der Wochenzeitung  Oiga)
- Octavio Infante (Reporter  der Tageszeitung  Noticias von Ayacucho)
- Juan Argumedo (Führer der Gruppe und Dolmetscher)
- Severino Huáscar Morales (Bauer aus Uchuraccay, der die Ermordung von Juan Argumedo verhindern wollte)